# Плућна еозинофилија
Плућна еозинофилија (ПЕ) je  хетерогена група поремећаја коју карактерише инфилтрација еозинофила у деловима плућа који чине дисајне путеве, интерстицијум и алвеоле. Удахнути или прогутани спољашњи фактори, укључујући лекове и инфективне агенсе (нпр паразите, гљиве, микобактерије), аутоимуне процесе, малигне туморе и опструктивне болести плућа могу изазвати еозинофилни имуни одговор, повезан са повећањем еозинофила у плућима.

## Епидемиологија
Права инциденција акутне плућне еозинофилије (АПЕ) није позната, јер подаци потиче из извештаја о појединачним случајевима и малим серијама случајева, што указује на веома ретку инциденцу. Много је чешћа код мушкараца.
Хронична плућна еозинофилија (ХПЕ) је такође ретка болест, која чини мање од 2,5% пријављених случајева. Чешћи је код жена, које су оболеле двоструко више од мушкараца, а већина њих су непушачи.
Инциденца еозинофилна грануломатозе са полиангиитисом (ЕГПА) такође није позната међу васкулитисима; међутим, то је најмање уобичајено.

## Етиологија
Налаз плућне еозинофилије није специфичан за одређену болест. Плућна еозинофилија се може широко категорисати на примарну/идиопатску и секундарну/изазвану спољашњим факторима.
Примарна плућна еозинофилија се јавља због непознатих узрока, као што су акутна еозинофилна пнеумонија (АЕП), хронична еозинофилна пнеумонија (ЦЕП), еозинофилна грануломатоза са полиангиитисом (ЕГПА) и хипереозинофилни синдром (ХЕС).
Секундарна плућна еозинофилија се јавља због познатих узрока, као што су алергијска бронхопулмонална аспергилоза (АБПА), паразити, лекови, ефекти зрачења и малигни тумори. 
Благо повишени нивои еозинофила могу се наћи у диференцијалном броју ћелија бронхоалвеоларне лаваже (БАЛ) код идиопатске интерстицијалне пнеумоније, саркоидозе и хистиоцитозе Лангерхансових ћелија; међутим, код ових болести оне су само пука асоцијација и немају узрочне последице.
Сви лекови који се узимају у недељама или месецима који претходе синдрому еозинофилне пнеумоније (ЕП) морају бити темељно истражени, укључујући и недозвољене лекове. Лекови за које се обично зна да изазивају еозинофилну пнеумонију изазван лековима укључују;
- нестероидне антиинфламаторне лекове,
- антибиотике као што су триметоприм-сулфаметоксазол, пеницилин, нитрофурантоин, миноциклин,
- инхибиторе ензима који конвертује ангиотензин,
- сулфа лекове
- етамбутол.

Паразитска инфестација је најчешћи узрок ЕП-а широм света. Једноставна плућна еозинофилија, такође названа Лоеффлеров синдром, односи се на акутне, пролазне плућне радиографске замућености и еозинофилију периферне крви повезане са цревним паразитима, који се обично описују са аскариазом и стронгилоидијазом.

## Патофизиологија
Еозинофили су једна од главних ћелија алергијског запаљења. Они се развијају из хематопоетских матичних ћелија јер пролазе кроз сазревање и активацију помоћу ИЛ-5 који луче ТХ-2 лимфоцити. ИЛ-3, а и фактори стимулације колоније макрофага гранулоцита (ГМ-ЦСФ) су такође укључени у пут сазревања еозинофила.
ЕП се карактерише израженом инфилтрацијом плућног паренхима еозинофилима, заједно са другим инфламаторним ћелијама као што су лимфоцити, плазма ћелије и полиморфонуклеарни неутрофили. Макрофаги и разбацане џиновске ћелије са више језгара могу бити присутне у инфилтрату и могу садржати еозинофилне грануле. Активирани еозинофили ослобађају проинфламаторне цитокине, реактивне врсте кисеоника и катјонске протеине (као што су главни основни протеин и еозинофилни катјонски протеин), који доводе до патологије ткива. Ослобађање фактора који активира тромбоците и леукотриен доприноси бронхоспазму. Локална повреда ткива услед ових медијатора узрокује оштећење респираторног тракта и може довести до респираторне инсуфицијенције. Дистрибуција ЕП зависи од основне етиологије и може бити дифузна или фокална.
Код ЕП због Аскариса, преношење је фекално-оралним путем. Код Стронгилоидијазе, улаз је кроз кожу. Оба агенса се насељавају у цревима и ослобађају јаја, која формирају ларве које продиру у венску циркулацију до плућа. У плућима мигрирају кроз бронхије и трахеју и поново се гутају у танко црево. Плућни симптоми се углавном јављају током миграције у плућима.
Алергијска бронхопулмонална аспергилоза (АБПА) је резултат колонизације Аспергиллус-а који формира слузне чепове у бронхима са инфламаторним одговором.

### Хистопатологија
Налази патологије варирају у зависности од етиологије. Међутим, најважнији су налази инфилтрације еозинофила у плућном паренхиму.
Патолошке карактеристике описане код хроничне еозинофилне пнеумоније могу се сматрати уобичајеним патолошким налазом еозинофилне пнеумоније, у којој се налазе жаришта организоване пнеумоније у позадини алвеоларне и интерстицијалне еозинофилне инфилтрације. Акутна еозинофилна пнеумонија типично показује акутно и организовано дифузно оштећење алвеола са интерстицијалном и алвеоларном инфилтрацијом еозинофилима. 
Еозинофилна грануломатоза са полиангиитисом (ЕГПА) на биопсији показује некротизирајуће грануломатозно запаљење које често захвата респираторни тракт и некротизирајући васкулитис који претежно захвата мале до средње судове.

## Диференцијална дијагноза
Интринзични еозинофилни синдроми (укључујући хроничну еозинофилну пнеумонију (ЦЕП) и хипереозинофилни синдром (ХЕС)), постају вероватнији у диференцијалној дијагнози када се искључи спољашња етиологија.   Остале диференцијалне дијагнозе укључују:
- Асцариасис
- Аспергилозу
- Астму
- Еозинофилну грануломатозу са полиангиитисом
- Дирофиларијазу
- Ехинококозну хидатидну цисту
- Еозинофилију
- Синдром еозинофилије-мијалгије
- Еозинофилни фасциитис
- Еозинофилни гранулом
- Еозинофилну упалу плућа
- Филаријазу
- Алергију на храну
- Гљивичну упалу плућа
- Хоџкинов лимфом
- Хипереозинофилни синдром
- Хиперсензитивни пнеумонитис
- Идиопатску плућну фиброзу (ИПФ)
- Интерстицијску (ненидиопатску) плућну фиброзу
- Интестинал флукс
- Медијастинални лимфом
- Мукормикозу (зигомикозу)
- Инфекцију нематодама
- Респираторну инсуфицијенцију
- Рестриктивна болест плућа
- Реуматоидни артритис
- Саркоидозу
- Склеродерму
- Плућну артеријску хипертензију
- Туберкулозу
- Зигомикозу

## Терапија
Лечење ЕП зависи од основне етиологије и усмерено је на ублажавање основне етиологије.
Код пацијената са факторима ризика и позитивном серолошком анализом на паразите, може се дати емпиријско испитивање мебендазола. 
Код акутног ЕП, интравенска примена кортикостероида почиње са брзим побољшањем, већ након 12 сати и у року од 48 сати у скоро свим случајевима, након чега следи прелазак на оралне стероиде који се смањују током 2-4 недеље. 
Хронични ЕП веома добро реагује на кортикостероиде, уз побољшање симптома и радиолошких замућења у року од неколико дана до недеља. Не постоји утврђена доза кортикостероида. Међутим, преднизон се може започети са дозом од 0,5 мг/кг/дан, са већином пацијената којима је потребно продужено лечење (више од 6 месеци) због релапса, док се доза преднизона смањује испод дневне дозе од 10 до 15 мг/дан. Треба напоменути да се само око 30% пацијената може одвикнути од терапије преднизоном током свог живота. 
У ЕГПА, кортикостероиди су такође главни ослонац терапије. У зависности од тежине, пацијентима се може давати пулсна доза метилпреднизолона или преднизон од 1 мг/кг/дан и полако се смањивати током месеци. У тешким случајевима или са мултисистемским захваћеностима као што су срце, бубрези и гастроинтестинални тракт, циклофосфамид се може користити као терапија која штеди стероиде.
Код хипереозинофилног синдрома, Иматиниб је терапија прве линије код пацијената са мијелопролиферативном варијантом ХЕС. Кортикостероиди се могу користити, посебно у „лимфоцитној варијанти“ ХЕС-а (са одговором само код половине пацијената). Недавно се показало да је анти-ИЛ-5 антитело меполизумаб корисно као агенс који штеди кортикостероиде
За АБПА, орални кортикостероиди су главни ослонац лечења, а недавни докази показују да итраконазол даје додатну корист. Стероиди се смањују током неколико месеци.
Диетилкарбамазин је лек избора за тропску плућну еозинофилију.
Аскариазис се лечи оралним мебендазолом или албендазолом. 
Стронгилоидес се лечи ивермектином, чак и ако се утврди да су само антитела позитивна, због ризика од хиперинфлације у будућности.

## Прогноза
Акутна ПЕ се често клинички манифестује као синдром акутног респираторног дистреса; међутим, са кортикостероидима опоравак је брз, без значајних клиничких или сликовних последица и без релапса након прекида терапије кортикостероидима. Насупрот томе, рецидив је чест код хроничне ПЕ, који често захтева продужену примену стероида.
Код хроничне ПЕ, већини пацијената је потребан продужена примена стероида и често долази до рецидива када се дозе стероида смање. Слично, код еозинофилне грануломатозе са полиангиитисом (ЕГПА), рецидиви су чести, а астма често перзистира. Болесници са срчаним захватом због ЕГПА имају лошију прогнозу.
Преживљавање код херониче ПЕ је некада било ограничено, али се сада значајно побољшало на 70% до 80% за 10 година. 
Алергијска бронхопулмонална аспергилоза (АБПА) је променљива и може се поновити након третмана. Код неких који имају врло честе егзацербације, могу бити потребни дуготрајни стероиди.